# Laura Wright
Laura Wright és professora d'anglès a la Universitat de Carolina Occidental. Wright va proposar els estudis del veganisme com a nou camp acadèmic, i el seu llibre The Vegan Studies Project: Food, Animals and Gender in the Age of Terror (2015) va servir com a text fundacional de la disciplina.

## Educació
Wright va obtenir el títol de grau en llengua anglesa per la Universitat Estatal dels Apalatxes el 1992, el màster en llengua anglesa de la Universitat de Carolina de l'Est el 1995, i un doctorat en literatura postcolonial i literatura mundial de la Universitat de Massachusetts Amherst el 2004.

## Interessos acadèmics
A més dels estudis del veganisme, els interessos acadèmics de Wright inclouen la teoria i la literatura postcolonial, la literatura sud-africana, l'ecocriticisme, l'antrozoologia i els estudis dels aliments.

## Impacte
El llibre de Wright The Vegan Studies Project: Food, Animals, and Gender in the Age of Terror publicat el 2015, va ser una proposta de creació del camp acadèmic dels estudis del veganisme, i va servir de text fundacional i de presentació de la nova disciplina.
Alguns crítics i acadèmics van identificar-hi la constitució d'un nou camp d'estudi, van qualificar el llibre de "treball fundacional" i de "text fundacional pel nou camp " dels estudis sobre el veganisme. Al pròleg del llibre, Carol J. Adams diu que "gràcies a aquest treball, tenim ara una nova categoria: la persona vegana apassionada per la teoria vegana."
El 2016 Kathryn Dolan va dir a la revista Interdisciplinary Studies in Literature and Environment que "clarament esdevindrà una àrea d'estudi més extensa." Jodey Castricano i Rasmus R. Simonsen van qualificar-ho de "la primera monografia sobre la teoria vegana publicada per una editorial universitària."
El 2018 Dario Martinelli i Ausra Berkmaniene van dir que "la presència i la legitimitat de la teoria vegana dins del món acadèmic, especialment d'ençà que Wright es va preocupar per formalitzar el terme i definir un paradigma, és quelcom que ja no hauria de necessitar cap explicació o justificació," i també van afirmar que va ser Wright qui va encunyar el nou terme. Emelia Quinn i Benjamin Westwood van qualificar el llibre de "la primera monografia acadèmica important" sobre el veganisme i les humanitats.
El 2019, Marianna Koljonnen van nombrar Wright com a "fundadora de la teoria vegana". Marzena Kubisz va dir que el llibre de Wright és "la monografia que estableix els fonaments de la teoria vegana".
Altre acadèmics estaven menys segurs que s'hagués creat un nou camp d'estudi. El 2016 Fabio Parasecoli va dir que ell no estava "segur si la intenció de Wright d'obrir un nou camp d'investigació i establir una nova escola reeixiria, però sens dubte que ofereix molts arguments que mereixen atenció i reflexió." El 2018 Josh Milburn va dir que si se li donés l'oportunitat impartiria un curs sobre la teoria vegana, però que no està "segur si vertaderament hi ha prou literatura unificada per anomenar una nova disciplina."
Wright ha participat en conferències acadèmiques amb xerrades sobre la introducció dels estudis del veganisme, inclòs el discurs Towards A Vegan Theory: An Interdisciplinary Humanities Conference a la Universitat d'Oxford i Animal Politics: Justice, Power, and the State a l'Escola Internacional de Filosofia.

## Premis i distincions
- Premi del Consell de Direcció de la Universitat de Carolina del Nord per la seva excel·lència en la docència (2018)[19]
- Beca d'investigació de l'Institut d'Humanitats de la Universitat de Connecticut[20]
- Beca del Consell d'Humanitats de la Universitat de Virgínia i la Universitat de Princeton[21]
- Premi "Florence Howe" de l'Associació de Llengües Modernes pels seus estudis sobre el feminisme (2008)[22]

## Obres
- Wright, Laura. Through a Vegan Studies Lens: Textual Ethics and Lived Activism (en anglès).  Reno: University of Nevada Press, 2019. ISBN 9781948908108.
- Wright, Laura. The Vegan Studies Project: Food, Animals, and Gender in the Age of Terror (en anglès).  Athens: University of Georgia Press, 2015. ISBN 9780820348568.
- Wright, Laura; Poyner, Jane; Boehmer, Elleke. Approaches to Teaching Coetzees Disgrace and Other Works (en anglès).  Nova York: The Modern Language Association of America, 2014. ISBN 9781603291392.
- Wright, Laura; Heffelfinger, Elizabeth. Visual difference: Postcolonial Studies and Intercultural Cinema (en anglès).  Nova York: Peter Lang Publishing Inc, 2010. ISBN 9781433105951.
- Wright, Laura. Wilderness into Civilized Shapes: Reading the Postcolonial Environment (en anglès).  Athens: University of Georgia Press, 2010. ISBN 9780820335681.
- Wright, Laura. Writing Out of All the Camps: J. M. Coetzee's Narratives of Displacement (en anglès).  Nova York: Routledge, 2006. ISBN 9780415802888.